# Stati federati del Venezuela per indice di sviluppo umano
Questa è una lista degli Stati federati del Venezuela per indice di sviluppo umano secondo l'anno 2018.

Mappa del Venezuela secondo indice HDI 2017.
0.700 - 0.799 (alto)
0.600 - 0.699 (medio)

     0.700 - 0.799 (alto)
     0.600 - 0.699 (medio)
| 1                        | Distretto Capitale | 0.772 | Bosnia ed Erzegovina    |
| 2                        | Miranda            | 0.758 | Cina Ecuador            |
| 3                        | Aragua             | 0.752 | Ucraina                 |
| 4                        | Carabobo           | 0.747 | Rep. Dominicana         |
| 5                        | Nueva Esparta      | 0.746 | Rep. Dominicana         |
| 5                        | Vargas             | 0.746 | Rep. Dominicana         |
| 7                        | Anzoátegui         | 0.737 | Mongolia                |
| 8                        | Bolívar            | 0.729 | Botswana                |
| 9                        | Táchira            | 0.723 | Giordania               |
| 10                       | Monagas            | 0.717 | Tonga                   |
| 11                       | Falcón             | 0.715 | Tonga                   |
| 12                       | Mérida             | 0.714 | Filippine               |
| 13                       | Zulia              | 0.711 | Moldavia                |
| 14                       | Delta Amacuro      | 0.710 | Turkmenistan Uzbekistan |
| 15                       | Amazonas           | 0.707 | Indonesia Samoa         |
| 16                       | Lara               | 0.705 | Sudafrica               |
| 17                       | Cojedes            | 0.702 | Gabon                   |
| Medium human development |                    |       |                         |
| 18                       | Sucre              | 0.694 | Vietnam                 |
| 18                       | Trujillo           | 0.694 | Vietnam                 |
| 20                       | Yaracuy            | 0.691 | Iraq                    |
| 21                       | Guárico            | 0.687 | Iraq                    |
| 22                       | Portuguesa         | 0.672 | Guyana                  |
| 23                       | Barinas            | 0.671 | Guyana                  |
| 24                       | Apure              | 0.653 | Guatemala               |